# (1853) McElroy
Pour les articles homonymes, voir McElroy.
(1853) McElroy est un astéroïde de la ceinture principale, découvert à l'observatoire Goethe Link près de Brooklyn, dans l'Indiana.